# Rio Claro Futebol Clube
El Rio Claro Futebol Clube es un club de fútbol brasileño de la ciudad de Río Claro, en el Estado de São Paulo. Fue fundado en 1909 y juega en el Campeonato Paulista Serie A2, la segunda división del Estado de São Paulo.